# Rode
Rode (lat. Ciconiidae) su porodica ptica iz reda  Rodarica (Ciconiiformes).

## Sistematika
Za većinu porodica koje su obuhvaćene ovim redom se oduvijek pretpostavljalo da su međusobno u bliskom srodstvu. Ali relativno blisko srodstvo roda s porodicom Cathartidae (Američki lešinari) utvrđeno je tek korištenjem metoda istraživanja uz pomoć molekularne biologije

## Izgled i način života
Tipične rodarice imaju srazmjerno vrlo dugačke noge. Hranu traže polako hodajući po tlu ili vodi i vrebajući čekaju priliku da ulove plijen. Nagle promjene mjesta izvode leteći.

## Rodovi i vrste
- Anastomus:
  - Anastomus lamelligerus
  - Anastomus oscitans
- Ciconia:
  - Ciconia abdimii
  - Ciconia boyciana
  - Ciconia ciconia - Bijela roda
  - Ciconia episcopus
  - Ciconia maguari
  - Ciconia nigra - Crna roda 
  - Ciconia stormi
- Ephippiorhynchus:
  - Ephippiorhynchus asiaticus
  - Ephippiorhynchus senegalensis
- Jabiru:
  - Jabiru mycteria (žabiru)
- Leptoptilos :
  - Leptoptilos crumeniferus (marabou)
  - Leptoptilos dubius
  - Leptoptilos javanicus
- Mycteria
  - Mycteria americana
  - Mycteria cinerea
  - Mycteria ibis
  - Mycteria leucocephala[3]

## Vanjske poveznice
|  | Zajednički poslužitelj ima stranicu o temi Ciconiidae    |
|  | Zajednički poslužitelj ima još gradiva o temi Ciconiidae |
|  | Wikivrste imaju podatke o taksonu Ciconiidae             |